# アロイス1世
アロイス1世（Alois I.、1759年5月14日 - 1805年3月24日）は、リヒテンシュタイン侯（在位：1781年 - 1805年）。父はフランツ・ヨーゼフ1世、母はレオポルディーネ・フォン・シュテルンベルク。
1783年11月16日にカロリーネ・フォン・マンダーシャイト＝ブランケンハイムと結婚したが、間に子供は無く、1805年に薨去すると弟のヨーハン1世・ヨーゼフが後を継いだ。
| スタブアイコン | サブスタブ | この項目は、まだ閲覧者の調べものの参照としては役立たない、人物に関連した書きかけの項目です。この項目を加筆・訂正などしてくださる協力者を求めています（P:人物伝/PJ:人物伝）。 |